# ثقبة فكية سفلية
الثقبة الفكية السفلية (بالإنجليزية: Mandibular foramen)‏ هي فتحة على السطح الداخلي لرأد الفك السفلي، تسمح بمرور فروع من العصب الفكي السفلي والأوعية الدموية.

## البنية
الثقبة الفكية السفلية هي فتحة على السطح الداخلي لرأد الفك السفلي، تسمح بمرور فروع من العصب الفكي السفلي والأوعية الدموية.

## الوظيفة
العصب الفكي السفلي هو واحد من ثلاثة فروع من العصب ثلاثي التوائم، وهو الوحيد الذي يؤمن تعصيب حركي. أحد فروعه، العصب السنخي السفلي، وكذلك الشريان السنخي السفلي، يدخلان الثقبة الفكية السفلية التي تؤدي لممر عبر جسم الفك السفلي يسمى قناة الفك السفلي، ويخرجان من الثقبة الذقنية على الوجه الخارجي للفك السفلي. توفر هذه الأعصاب تعصيبًا حسيًا للأسنان السفلية، وكذلك للشفة السفلية ومناطق من الجلد في القسم السفلي للوجه.

## الأهمية السريرية
يمكن حقن مخدر موضعي حول الثقبة الذقنية لتخدير العصب الفك السفلي، وبالتالي تخدير الأسنان السفلية للجانب المخدر، ومناطق من الجلد.

## عند الحيوانات
يمكن العثور على الثقبة الفكية السفلية في بعض الثديات، مثل الخيول.

## صور إضافية

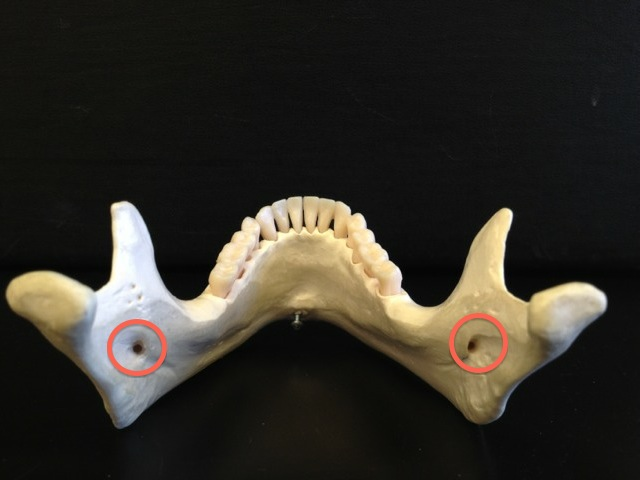
صورة من الخلف للفك السفلي. (الثقبة الفكية السفلية باللون الأحمر)